# Culex vexillatus
Culex vexillatus är en tvåvingeart som beskrevs av Edwards 1941. Culex vexillatus ingår i släktet Culex och familjen stickmyggor. Inga underarter finns listade i Catalogue of Life.